# 코스톤아시아
코스톤아시아(영어: Corstone Asia)는 대한민국의 사모펀드 운용사이다.

## 역사
2009년에 코스톤캐피탈의 후원을 받아 설립되었다.
2015년에는 1300억원 규모의 첫 블라인드 펀드를 결성했으며 2018년에는 2200억원 규모의 2호 블라인드 펀드를 결성하였고, 최근에는 5000억원 규모의 블라인드 펀드를 추진 중에 있다.

## 투자 기업
- 큐텐[3]
- 노랑통닭[4]
- 피플라이프
- HB솔루션